# کاخ ده‌بور
کاخ «ده‌بور» (ترکی آذربایجانی: De Burun sarayı) درباری می‌باشد، که در شهر باکو، پایتخت جمهوری آذربایجان ساخته شده و امروزه در اختیار موزه ملی هنر جمهوری آذربایجان قرار دارد.

## تاریخ کاخ

### ساخت
۲۶ فوریه سال ۱۸۸۸، «لو ده‌بور» (Lev de Bur)، ثروتمند نفتی و بنیان‌گذار شرکت سهامی «همکاری کاسپی» برای تأیید طرح کاخ سنگی که، قصد داشت بسازد، به «شورای شهر باکو» مراجعه نموده و ۱۸ آوریل سال ۱۸۸۸، طرفین در خصوص تخصیص زمینی ۷۰۰ متر مربع در خیابان «سادووایا» (گوچه نیازی کنونی) به توافق رسیدند. در ۳۱ اوت سال ۱۸۸۸، پروژه ساخت کاخ به تأیید نهایی از سوی رئیس شورای شهر باکو رسید و چندی بعد کارهای عملیاتی ساخت و ساز شروع گردید.

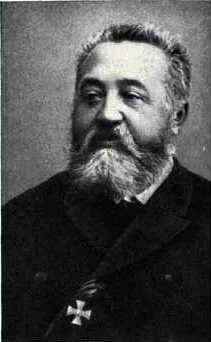
معمار کاخ، «نیکولای فون در نونّه»

### فروش کاخ به شرکت سهامی «همکاری کاسپی»
ولی قبل از تکمیل ساخت کاخ، «ده‌بور» در سال ۱۸۸۹ درگذشت. واری‌های وی این بنا که، هنوز فقط طرحش افکنده شده‌بود را، در ماه ژانویه سال ۱۸۹۱ به شرکت سهامی «همکاری کاسپی» فروختند. به‌همین دلیل طرح بنا دستخوش تغییراتی گشت.
ولی در بعضی منابع تاریخی، ساخت این بنا ۱۸۹۱ الی ۱۸۹۳ ذکر شده‌است. در همان مراجع همچنین آمده‌است، که کارهای ساخت و ساز این قصر از سوی شرکت سهامی «همکاری کاسپی» در سال ۱۸۹۵ به خاتمه رسانیده‌است.

### وهله متعاقب
پس از انقلاب اکتبر در سال ۱۹۱۷، در ۳۱ ژوئیه سال ۱۹۱۸ حکومت در باکو با مشارکت بسزای «ماک دونالد»، سرکنسولگر انگلیس به «دیکتاتوری سنتروپایکی» که از انگلیسی‌ها برای حفاظت به‌اصطلاح باکو از اردوی اسلام قفقاز دعوت نموده‌بود، انتقال یافت. بدین ترتیب ارتش انگلیس به‌سرکردگی ژنرال «ویلیام تمسن» در سال ۱۹۱۹ وارد باکو شده و در این کاخ که مال شرکت سهامی «همکاری کاسپی» بود مستقر گردید.
نریمان نریمانف پس از تسخیر باکو از سوی «ارتش سرخ» در ۲۸ آوریل سال ۱۹۲۰، رئیس کمیتهٔ انقلاب جمهوری سوسیالیستی آذربایجان شوروی شد. بعد از انتخاب وی به ریاست «شورای کمیسرهای خلق» در سال ۱۹۲۱، شورای مذکور در کاخ «ده‌بور» مستقر گردید. خانواده نریمان نریمانف نیز به این کاخ منتقل شده و در طبقه دوم زندگی کردند.
در سال ۱۹۳۳، خانواده «میرجعفر باقرف» نائب نخست رئیس بخش اداره اطلاعات و امنیت اتحاد جماهیر شوروی در باکو در این کاخ شروع به زندگی نمود. در سال ۱۹۳۰، بازسازی‌های ناچیزی در کاخ انجام گرفته و در سوی چپ آن باغی به‌نام نریمان نریمانف به پدیدآورده شد. میرجعفر باقرف این کاخ را در سال ۱۹۵۱ به موزه ملی هنر آذربایجان کادو داد.

## مشخصات معماری

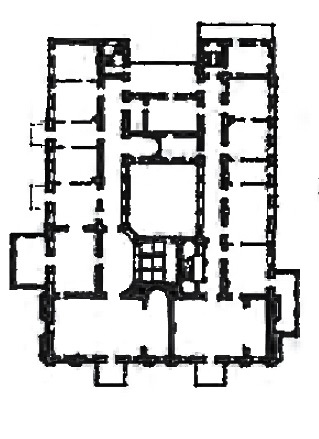
طرح طبقه‌های یکم (در دست چپ) و دوم (در دست راست) کاخ

هنگامی که پروژه ساخت کاخ «ده‌بور» داشت آماده می‌شد، میدان‌های واقع در امتداد خط‌های قرمز خیابان خالی بودند. به‌همین دلیل مهندس کاخ «فون در نونّه» (Fon der Nonne) هنگام نهیه طرح ساخت، ترجه ویژه‌ای به‌هماهنگی و سازگاری دربار با ساختمان‌هایی واقع در محوطه آن داشته‌است. موقعیت خاص کاخ و قرارگیری آن در نزدیکی دریای خزر زیبایی منحصر به فردی به کاخ به ارمغان آورده‌است. عناصر سنتی و مصالح پلاستیکی به کار رفته در پیکره بافتی با سنگ تراشیده نشده موجب گردیده‌است تا سبک معماری باروک کاخ به‌طور مجلل به نظر برسد.
در دوران ساخت این بنا، چنین کاخ‌هایی که در فرای سبک و سیاق‌هایی که، قرن‌ها قبل شکل گرفته و هنوز متداول بودند، به تازگی ایجاد می‌شدند.
به‌کارگیری نمای محوری متقارن در ترکیب معماری قصر «دوبور» تعجب‌بار نمی‌باشد. سبک‌های کلاسیک معماری اروپایی، در سال‌های ۱۸۸۰ در باکو در حال شکوفایی بودند و معماران اهل باکو نیز در تلاش بودند با استفاده از تمام امکانات ممکن در راستای برجسته کردن جلوه‌های هنری موجود در ساختار بنا بهره‌بردار باشند.
مهندس کاخ «فون در نونّه» وقتی که مشغول تهیه برنامه اصلی شهر باکو بود، تصمیم بر آن گرفت تا جایگاه کاخ را وارد ساخت بزرگ‌راه دایره‌ای اطراف شهر قدیمی بنماید. وی با این تصمیم‌گیری موفق به تعیین درست جایگاه دربار بوده‌است.